# シュウゾウ・アズチ・ガリバー
シュウゾウ・アヅチ・ガリバー（Shuzo Azuchi Gulliver, 1947年 - ）は、日本の現代アート作家・芸術家。オブジェ、版画、写真、パフォーマンス、インスタレーションによる表現活動を主体とする。本名安土修三。
滋賀県大津市出身。滋賀県立膳所高等学校卒業。1967年立命館大学文学部哲学科中退。同年に作家集団「PLAY」に参加。彼のロジカルな作風は、国内よりも海外での評価の方が高く、作品の発表もオランダ、イタリア、ドイツなどヨーロッパで行われる場合が多い。
1990年代からは、ヨーロッパの大学を始め、国内でも慶應義塾大学、東京大学、立命館大学で講師を務めている。

## 最近の主な展覧会
- 「Shuzo Azuchi Gulliver」Diecidue Arte（ミラノ）
- 「Shuzo Aduchi Gulliver」Unimedi（ジェノヴァ）
- 「Active Program」Fodor Museum（アムステルダム）
- 「肉体／Apearance」Diecidue Arte（ミラノ）
- 「Iwaki Art Celebration」いわき市立美術館（いわき市）
- 「線とその表現」埼玉県立近代美術館（浦和市）
- 「Violenze Camali」（肉体的暴力）／Fodor Museum（アムステルダム）, Centro Steccata（パルマ）,Continua（サン・ジミニャーノ）,　L’Uovo di Struzzo（トリノ）,Diecidue Arte（ミラノ）, Unimedi（ジェノヴァ）, Rino Costa（モンフェッラート）,Studio Bocchi（ローマ）
- 「La Dolce Vita/1995」ミヅマアートギャラリー（東京都）
- 「Residence Program」De Fabriek（アインドホーヘン）
- 「Shuzo Azuchi Gulliver Saint Victoires」Christelijke Hogeschool voor de Kunsten（カンペン）
- 「Cocktail / La Dolce Vita」（Cafe“Kunst met een grote Kar”by Evelyne Janssen（ユトレヒト）
- 「Ex-self」ミヅマアートギャラリー（東京都）